# Huaricancha (Piura)
Huaricancha es un caserío peruano ubicado en el distrito de Sóndor, perteneciente a la provincia de Huancabamba del departamento de Piura, al norte del Perú. 

## Ubicación
Huaricancha se ubica al noreste de la provincia de Huancabamba, en el distrito de Sóndor, en el departamento de Piura.

## Demografía
En 2017 Huaricancha tenía una población de 239 habitantes.
| Gráfica de evolución demográfica de Huaricancha entre 1993 y 2017 |
|                                                                   |
| Fuentes: Población 1993 y 2017                                    |